# استعداد ذاتی
استعداد ذاتی (انگلیسی: The Natural) یک فیلم درام به کارگردانی بری لوینسون است که در سال ۱۹۸۴ منتشر شد.

## بازیگران
- رابرت ردفورد
- رابرت دووال
- گلن کلوز
- کیم بسینگر
- ویلفورد بریملی
- رابرت پروسکی
- باربارا هرشی
- ریچارد فارنزورث
- مایکل مدسن
- جو دان بیکر
- مایک استار